# 41 Lyncis b
41 Lyncis b (en abrégé 41 Lyn b), appelée aussi Arkas ou encore HD 81688 b, est une planète extrasolaire en orbite autour de l'étoile 41 Lyncis (Intercrus), dans la Grande Ourse. La découverte de 41 Lyncis b a été annoncée en 2008. Avec une masse près de deux fois supérieure à celle de Jupiter, il s'agit d'une géante gazeuse.